# En corto
En corto es un programa de televisión dedicado a los espectáculos y la caricatura política que se emite por la cadena ecuatoriana Teleamazonas. Actualmente es presentado por Alejandra Boada y Renata Salem.

## Creación
La tendencia de la televisión ecuatoriana a incorporar espacios de farándula en sus noticieros, hizo que los directivos de Teleamazonas inicien el proceso de inclusión de un segmento con dichas características dentro del Noticiero 24 Horas. Pero la encargada de desarrollar el proyecto, Cecilia Bucheli, pensaba que si quería sobresalir entre los demás espacios dedicados a este tipo de notas, debía innovar, incluir un plus que enganche al televidente.
Es así que en el equipo creativo nace la idea de mezclar la política con la farándula, es decir darle un giro total a las notas de política tal como son llevadas convencionalmente y agregarles un toque de humor.
Según palabras de Patty Oquendo, una de las principales exreporteras del espacio: "Muchas veces se encontraban situaciones jocosas o personajes fuera de lo común que no cabían en el formato serio del noticiero. Fue ahí cuando se decidió reciclar ese material y crear el espacio de caricatura política llamada En corto".
El casting para los puestos de presentadora y reporteras se abrió a inicios de 2003, y de él resultaron elegidos los dos primeros íconos, por decirlo de alguna manera, de este espacio: Samantha Dorfflinger para presentadora. El espacio inicia sus transmisiones a mediados del mes de mayo de 2003 e inmediatamente llama la atención no solo de los televidentes, sino de la propia élite política del momento.

## Producción
La primera aparición de Dorfflinger en el espacio fue todo un suceso en el canal, muchos esperaban con ansias el producto final de varias semanas de preparación y ensayos. Con solo un telón de fondo, una silla y una pantalla de televisión, el escenario en el que Samantha presentaba las notas reflejaba muy bien el estilo relajado e informal que ofrecía el segmento cada noche.
Los reportajes, notas y entrevistas se convirtieron en la columna vertebral del espacio. Samantha y Rosa Elena recorrían con cámara en mano cuanto evento político se enteraban, acudían con o sin invitación, y tal vez fue aquello lo que caracterizaba al espacio, el sentimiento del televidente de encontrar a sus dirigentes políticos in fraganti, sin discursos preparados.
En palabras de Patty Oquendo: "Tenemos que además de dominar la información cotidiana ir un poco más allá, tener elementos extra para, en el momento de la entrevista, no enfocarnos solamente en la coyuntura sino sacar esos detalles detrás del personaje que la gente no conoce".
La repentina muerte de Samantha Dorfflinger, en mayo de 2004, obligó a los productores del espacio a suspender las transmisiones por un corto período pues la presentadora se había convertido en uno de los personajes más queridos de la televisión ecuatoriana, y por ello consideraron inapropiado reemplazarla de manera inmediata. Una vez convocada una nueva audición para encontrar a una nueva conductora, Teleamazonas se encontró con la sorpresa de que muchos rostros conocidos de pantalla deseaban el popular espacio, pero una vez más el equipo creativo comandado por Bucheli y el equipo de 24 horas decidieron apostarle a un talento totalmente desconocido dentro del medio, se trata de la cubana-ecuatoriana Kirenia "Kiky" Pérez, quien al poco tiempo del reestreno del programa En Corto ya se había ganado la simpatía y el cariño de los televidentes gracias a su estilo único, carisma y belleza.
A partir de entonces, el programa llegó a tener tal éxito que la producción del programa decide hacer más audiciones para poder ampliar los horarios del programa, tal es así que actualmente existen nuevas presentadoras, algunas han permanecido muy estables como ha sido el caso de Kiky Pérez y Gaby Díaz, quienes permanecieron por un poco más de una década y temporales como Cinthya Coppiano o Cecilia Calle, pero siempre bajo la sombra de una conductora estrella que en este caso fue Kirenia Pérez. Además, en esta etapa el equipo de reporteras, varió con la salida de Rosa Elena Vallejo y se incrementó con reporteras como Carolina de la Torre y Paty Oquendo en Quito otra de las características del programa era el uso de la cortina musical, siempre se trata de temas compuestos por grupos musicales ecuatorianos, siguiendo varios estilos, desde el rock hasta el tropical pero siempre muy alegres y pegajosos. Uno de los temas más conocidos fue "Light it up (Ladidap)" del proyecto musical ecuatoriano Esto Es Eso; el tema llegó a ser tan conocido gracias a este espacio, que incluso fueron nominados a los Premios MTV del 2008 en la categoría de Artista Promesa.

## Impacto
En corto se convirtió en un referente para los políticos del Ecuador, que de pronto comenzaron a cuidar sus palabras por un sano temor a aparecer en el espacio.
Para el público televidente representaba uno de los espacios más esperados de las noches, otorgándole a Teleamazonas un nivel de audiencia muy alto, sobre todo de un segmento juvenil que no estaba dentro del target del noticiero. 
De igual manera los canales de la competencia iniciaron un replanteo del formato de sus espacios de farándula dentro de los noticieros, e intentaron agregar algo de la "farándula politiquera" que tanto éxito le había valido al segmento de original de Teleamazonas; esto fue más evidente tras el paso de una de las reporteras estrella de En Corto, Rosa Elena Vallejo, al segmento del noticiero Televistazo "Gente" de Ecuavisa ahora trabaja en otro canal.

## Presentadoras

### Presentadoras y reporteras actuales
- Alejandra Boada
- María Mercedes Pesántes
- Titi Aguilar
- Daniela Feijóo
- Renata Salem

### Presentadoras y reporteras anteriores
- Kirenia Pérez
- Gaby Díaz
- Samantha Dorfflinger (†)
- Cinthya Coppiano
- Cecilia Calle
- Verónica Coronel
- María Guadalupe Arias
- Rebeca Lebetkevicius
- Pamela Aguilar
- Nata Cassette
- Mirely Barzola[4]

## Transmisiones
El espacio se transmite por Teleamazonas dentro del territorio ecuatoriano. Se presenta en tres formatos distintos:
- En corto (mediodía). Como un espacio de 10 minutos dentro del noticiero central de la tarde, generalmente se reprisa alguna nota relevante del día anterior y se añaden unas cuantas recopiladas durante la mañana. Se transmite de lunes a viernes, entre los segmentos de noticias de la comunidad y de deportes.

- En corto (estelar). Como un espacio de 7 minutos dentro del noticiero estelar de la noche, presenta únicamente notas del día. Se transmite de lunes a viernes, entre los segmentos de noticias internacionales y de deportes.

- En corto (dominical). Como un programa independiente del noticiero dominical. Tiene una duración de 30 minutos y presenta todas las notas generadas durante la semana. Se transmite cada domingo a las 23:30.